# شستا (رامسر)
شستا دهی از شهرستان رامسر . آب از رودخانه چالکرود تأمین می‌شود. سکنه آن ۲۷۵ تن و محصول آنجا برنج و مرکبات است. راه اتومبیل رو.
دارای تعداد ۱۸۵ خانوار و ۷۵۰ نفر می‌باشد که فاصله تا شهر ۱۴ کیلومتر است. این روستا در جاده میرزا کوچک خان (هریس) قرار دارد و در شمال آن روستای شاهمراد محله و در جنوب آن روستای راجوب قرار دارد. از شرق به رودخانه چالکرود و از غرب به رودخانه نسارود متصل است.